# Francesco Tomei
Francesco Tomei (Lucca, 15 mei 1985) is een voormalig Italiaans wielrenner die in het verleden uitkwam voor Lampre-N.G.C., ISD-Neri en CSF Group-Navigare. Hij wist geen enkele professionele wedstrijd te winnen, maar werd bij de beloften wel twee keer tweede op het Italiaanse kampioenschap tijdrijden.

## Grote rondes
| Jaar | Ronde van Italië | Ronde van Frankrijk | Ronde van Spanje |
| ---- | ---------------- | ------------------- | ---------------- |
| 2009 |                  |                     | opgave           |

Ballan  ·
Bandiera ·
Bindi ·
Boets · 
Bono ·     
Bruseghin ·
Caucchioli ·
Cunego ·
Da Dalto · 
Furlan ·
Gasparotto ·
Gavazzi ·
Grendene · 
Loosli ·
Lorenzetto ·
Magazzini ·
Marzano ·
Manuele Mori ·
Massimiliano Mori ·
Ponzi ·
Righi ·
Santambrogio ·
Sapa ·
Špilak ·
Tiralongo ·
Tomei ·
Zagorodni ·
Malori (stagiair)